# جو هاندلي
جو هاندلي هو سياسي كندي، ولد في 9 أغسطس 1943 في كندا. حزبياً، نشط في الحزب الليبرالي الكندي. وقد انتخب Premier of the Northwest Territories ‏ (10 ديسمبر 2003 – 16 أكتوبر 2007).